# Acopiara
Acopiara este un oraș în statul Ceará (CE) din Brazilia.